# Basmath
Basmath là một thành phố và là nơi đặt hội đồng đô thị (municipal council) của quận Hingoli thuộc bang Maharashtra, Ấn Độ.

## Nhân khẩu
Theo điều tra dân số năm 2001 của Ấn Độ, Basmath có dân số 57.360 người. Phái nam chiếm 52% tổng số dân và phái nữ chiếm 48%. Basmath có tỷ lệ 65% biết đọc biết viết, cao hơn tỷ lệ trung bình toàn quốc là 59,5%: tỷ lệ cho phái nam là 73%, và tỷ lệ cho phái nữ là 57%. Tại Basmath, 16% dân số nhỏ hơn 6 tuổi.